# Eremo di San Cassiano
L'Eremo di San Cassiano si trova a Lumignano, frazione di Longare, comune in provincia di Vicenza. L'eremo, inserito nella parete rocciosa orientale del monte della Croce di Lumignano, è una costruzione che risale al XVII secolo, eretta inglobando i resti dell'antica chiesa di San Cassiano del VI-VII secolo che si trovava nell'odierna sala posta sul lato nord dell'edificio.

## Descrizione
Inserito nella parete rocciosa orientale del monte della Croce di Lumignano, è una costruzione che risale al XVII secolo, eretta inglobando i resti dell'antica chiesa di San Cassiano del VI-VII secolo che si trovava nell'odierna sala sul lato nord dell'edificio.
L'antica chiesa era costruita in corrispondenza di un covolo che fungeva da abside, chiuso da murature, le cui parti inferiori sono state messe in luce dallo scavo del 1994. Qui sono state scoperte tredici sepolture scolpite nella roccia, dieci delle quali ancora visibili. Si distinguono fosse di forma rettangolare o trapezoidale, di forma ellittica e altre antropomorfe, con un incavo dove era appoggiata la testa del defunto, databili ad un periodo compreso fra il V e il IX secolo. Sono state rinvenute anche delle iscrizioni incise su una lastra tombale, l'unica ritrovata in loco; altre sono scolpite direttamente sulla parete rocciosa in cui sono state ricavate le fosse.
La tradizione vuole che qui, nel XII secolo, abbia trovato rifugio per qualche tempo Adelaide di Borgogna, imperatrice dei Franchi e regina d'Italia, sfuggita alla prigionia impostale da Berengario, quando nel 1137 il re Lotario II, suo sposo, venne assassinato. Si narra anche che, finché visse, la regina riconoscente inviò doni ai penitenti che qui si ritiravano a pregare.
Il complesso divenne proprietà privata della famiglia padovana dei Dottori dal XVII secolo fino alla fine del XVIII, quando passò a Nicolò Leoni che nel 1825 lo cedette alla famiglia Da Schio, cui appartiene tuttora.